# Jindřich Nový
Jindřich Nový (* 14. července 1946 Skoupý) je regionální historik a karlovarský patriot. Ačkoliv pochází z malé vesnice na Rokycansku, v Karlových Varech žije již od roku 1946. Je zde uznávaným regionálním historikem, především městské části Tuhnice.

## Osobní život
Narodil se 14. července 1946 ve vesnici Skoupý (část obce Mlečice v okrese Rokycany) jako mladší syn manželům Novým, Františku a Matyldě, roz. Chaloupkové. Matka pocházela ze zemědělské rodiny ve vesnici Skoupý, kde její rodiče, Jindřichovi prarodiče František a Marie Chaloupkovi, vlastnili hospodářství, hospodu a obchod.
Jindřichův otec, povoláním železničář, se narodil v obci Chomle u Radnic do hornické rodiny. V roce 1945 byl jako železničář přeložen do Karlových Varů. Matka zde pracovala jako pěstounka v dětských jeslích a později jako zdravotní sestra. Jindřich Nový žije od raného dětství v Tuhnicích, městské části Karlových Varů.
Se svoji manželkou Helenou se seznámil v Horním Slavkově (v období svého prvního zaměstnání) a v roce 1968 se s ní v Karlových Varech oženil. Mají dvě dcery, Jindřišku a Michaelu, vnoučata Sabrinu, Andreu, Elišku a Roberta a pravnuka Filipa.

## Studium
Základní školu začal Jindřich navštěvovat v Tuhnicích v roce 1952. Po jejím ukončení se rozhodl pro učební obor nástrojař v Litvínově (tehdy Stalinovy závody), který absolvoval v letech 1961–1964. Po vyučení studoval v období 1964–1967 tři roky večerní průmyslovou školu pro pracující.

## Profesní kariéra
Do zaměstnání nastoupil v roce 1964 do pobočky Stalinových závodů v Horním Slavkově. Od roku 1967 pak pracoval ve vodárnách v Karlových Varech (tehdy Okresní vodohospodářská správa), kde byl na různých postech zaměstnán 41 let až do odchodu do důchodu v květnu 2008.

## Publikační a přednášková činnost

### Články a kapitoly
Výběr:
- 2011-09 – Tuhnice – Článek v Karlovarských radničních listech XVL, 2011, č. 9, s. 24–27, spoluautor Jaroslav Fikar[2]
- 2001 – Příběh českého železničáře. Story manželů Zemánkových (1958) – o příhodě železničáře Václava Podhradského z roku 1937, v knize Jaroslava Fikara Karlovarská tabu 2[3]
- 2022 – Karlovarský lázeňský lékař Dr. Carl Emil Schnée, jeho mimořádná kariéra a vynález světoznámé čtyřkomorové lázně – Ladislav Helsner, Jindřich Nový a Claudius Schnée, kapitola ve sborníku přednášek z XXX. historického semináře Karla Nejdla konaného 28. 11. 2021[4]
- 2023 – Wilhelm Hager, akademický sochař a malíř z Karlových Varů-Tuhnic – Ladislav Helsner a Jindřich Nový, kapitola ve sborníku přednášek z XXXI. historického semináře Karla Nejdla konaného 27. 11. 2022[5]

### Přednášková činnost
Výběr:
- 2015-09-08 – Donitz–Tuhnice v proměnách času – přednáška nad historickými i současnými snímky někdejší samostatné obce Tuhnice, Krajská knihovna Karlovy Vary[6]
- 2015-09-29 – Donitz–Tuhnice v proměnách času – reprízovaná přednáška nad historickými i současnými snímky někdejší samostatné obce Tuhnice, Krajská knihovna Karlovy Vary[7]
- 2016-05-10 – Jarní cyklojízda 2016 (druhá) – přednáška o historii části Tuhnic u kaple Nanebevzetí Panny Marie z roku 1888, pořádal Magistrát města Karlovy Vary[8]
- 2016-09-23 – Podzimní cyklojízda 2016 (třetí) – přednáška o historii části Tuhnic na náměstí Dr. M. Horákové, pořádal Magistrát města Karlovy Vary[9]
- 2016-11-29 – Horní nádraží v Karlových Varech – třetí vyprávění z podzimního cyklu Ozvěny našeho kraje v Krajské knihovně Karlovy Vary[10]
- 2022-03-22 – Historie zásobování Karlových Varů pitnou vodou – společně s Mgr. Milanem Augustinem, v Krajské knihovně Karlovy Vary v rámci společné výstavy krajské knihovny a Vodáren a kanalizací Karlovy Vary[11]
- 2022-06-24 – Zmizelé Tuhnice – komentované promítání dobových snímků Tuhnic z archivu Jindřicha Nového[12]
- 2022-10-02 – Den architektury je tady – Vodárna minulá a budoucí – komentovaná procházka, společně s Karlem Adamcem, pořádaly Den Architektury Karlovy Vary a Kancelář architektury města Karlovy Vary[13]
- 2023-05-22 – Karlsbad-Karlovy Vary 1938–1948 – komentované promítání fotografií z vlastního archivu, v Krajské knihovně Karlovy Vary[14]
- 2023-05-23 – Historie karlovarského náměstí (nám. Dr. M. Horákové) – komentované promítání fotografií z vlastního archivu, v budově KAM, organizátor Spolek Top Rooftop z.s.
- 2023-09-23 – Tuhnický rodák Wilhelm Hager, příběh zapomenutého významného akademického sochaře a malíře – v rámci akce Tuhnické sousedské slavnosti, organizátor spolek Žijeme TUhnice z.s.
- 2024-09-16 – Karlsbad-Karlovy Vary 1949–1969 – komentované promítání fotografií z vlastního archivu, klub Židovská obec Karlovy Vary, Bezručova 8/1321

### Filmové dokumenty
Výběr:
- 2015-03-30 – film Karlovy Vary 1918–1945 – sestaven z dobových dokumentů, promítán v sále karlovarské krajské knihovny při vernisáži výstavy k 70. výročí ukončení 2. světové války „Jaro 1945 v Karlových Varech“[15]
- 2018-05-30 – spolupráce na videu s redakcí iDNES.tv, sedmý díl seriálu Zaniklé tratě – Loketská dráha vozila uran i výletníky (Loket – Předměstí a Horní Slavkov – Kounice, trať 144).[16]
- 2020-03-01 – spolupráce na videu s redakcí iDNES.tv, 29. díl seriálu Zaniklé tratě – Lázeňskou lokálku do Jáchymova zničil uran pro Sovětský svaz (Ostrov – Jáchymov, trať 14a).[17]
- 2021-04-25 – video z roku 2004 publikované redakcí iDNES.tv, Na co zírá mašinfíra SPECIÁL: Údolím Ohře za starých časů. Bez drátů a vlevo – jízda Podkrušnohorskou magistrálu mezi Karlovými Vary a Kláštercem nad Ohří (úsek trati Chomutov – Cheb č. 140)[18]

## Soukromá sbírka fotografií
Jindřich Nový má ve svém archivu obsáhlou sbírku historických fotografií, převážně z Karlovarska. Jimi přispívá k obohacení svých přednášek a článků, ale také výstav, viz např. shora uvedené výstavy karlovarské krajské knihovny, nebo publikací jiných autorů, např. Jaroslava Fikara Karlovarský patriot (2016), Karlovarské příběhy (2017), Obce za obzorem (2017), Karlovarská tabu (Zatajené příběhy) (2018), Karlovarské proměny (2019), Když ve Varech hráli swing (2020), Karlovarská tabu 2 (2021) a Premianti u Vřídla (2022).

## Největší hobby
Hlavním a celoživotním koníčkem Jindřicha Nového je železnice. Má pro to i rodinné předpoklady, protože již jeho dědeček pracoval na dráze a později i otec byl strojvůdcem v karlovarském depu. Železnici rád fotografuje i filmuje. Cenné jsou jeho záběry železničního provozu z šedesátých a pozdějších let 20. století, natočené tehdy moderní kamerou, nazývanou „osmička“.
Postavil dvě klubová tzv. šlapadla, malé drezíny, které byly určeny pro uvažovanou velodráhu na neprovozované trati Slavkovské dráhy mezi Loktem a Horním Slavkovem. Jednou ze zálib Jindřicha Nového je i stavba malých parních strojů, které vytváří ve své domácí dílně.

## Členství ve spolcích

### Spolek Žijeme TUhnice
Jindřich Nový byl součástí záměru pro založení komunitního spolku v městské části Tuhnice. Dne 26. února 2016 pak spolek Žijeme TUhnice vznikl. Účelem je oživení lokality, sdružování jejích obyvatel a připomínání historie místa. Jindřich Nový je aktivním členem tohoto spolku.

### Jiné spolky
Je nebo byl členem i dalších spolků či klubů, jako „Železniční spolek Klub M 131.1“, „Karlovarský klub emeritních strojvůdců“, „Spolek přátel železnic“ (od roku 1968) nebo „Klub historie kolejové dopravy“.